# حشره‌خوار آبی اوراسیا
 حشره‌خوار آبی اوراسیا (نام علمی: Neomys fodiens) نام یک گونه از سرده حشره‌خوارهای آبی اوراسیایی است.